# Karl de Austria-Este

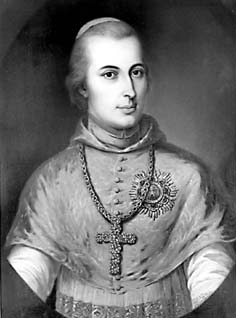
Arhiepiscop de Esztergom

Karl Ambrosius Joseph Johann Baptist de Austria-Este (maghiară Habsburg–Estei Károly Ambrus főherceg; 2 noiembrie 1785 - 2 septembrie 1809) a fost arhiepiscop de Esztergom.
Părinții săi au fost Arhiducele Ferdinand de Austria-Este și Maria Beatrice Ricciarda d'Este.
A devenit episcop de Vác în 1806 și arhiepiscop de Esztergom doi ani mai târziu devenind Primat al Ungariei.

A murit un an mai târziu la vârsta de 24 de ani.